# Enganyapastors de Bonaparte
L'enganyapastors de Bonaparte (Caprimulgus concretus) és una espècie d'ocell de la família dels caprimúlgids (Caprimulgidae) que habita els boscos de les terres baixes de Sumatra (i la propera Belitung) i Borneo.